# بيرني فاربر
بيرني فاربر هو إداري كندي، ولد في 1951 في أوتاوا في كندا.